# Zoraida Gómez
Zoraida Virginia Gómez Sánchez (Ciudad de México, 31 de mayo de 1985), más conocida como Zoraida Gómez, es una actriz mexicana conocida por interpretar en su niñez a Julia Santos Faberman, protagonista de la telenovela Cañaveral de pasiones y a José Luján en la telenovela juvenil Rebelde.

## Biografía
Hermana de Eleazar Gómez igual actor mexicano, de Jairo Gómez y del fallecido Hixem Gómez. Zoraida y Eleazar Gómez actuaron juntos en la telenovela Rebelde (2004-2006).

## Carrera

### Cantante
Zoraida Gómez es mayormente conocida por interpretar al personaje de José Luján Landeros en la telenovela Rebelde, donde interpretó un tema titulado No me importa al lado de las actrices Angelique Boyer y Estefanía Villarreal.

### Actriz
Ella comenzó su carrera profesional en 1994, en la telenovela titulada Imperio de cristal, cabe destacar que su nombre fue sustituido por el pseudónimo artístico "Zoravir Gómez" en los créditos iniciales. Zoraida Gómez interpretó en esta producción a una niña de 8 años llamada Katia.
En 1996 tuvo una participación especial como una niña en el videoclip "El patio de mi casa" de Tatiana.
Más tarde, participó en la telenovela Cañaveral de pasiones de 1996, en la que interpreta al personaje de Julia Santos Faberman en su niñez. Este papel fue interpretado más tarde por Daniela Castro en su etapa adulta. 
En 2002 Zoraida, ya como adolescente, decidió cambiarse de Televisa a Televisión Azteca para realizar las telenovelas Agua y aceite y Enamórate. Ella permaneció en tal televisora hasta que llegó 2004 con la oportunidad de integrarse a la telenovela juvenil Rebelde, volviendo así a la televisora Televisa.
En 2007 formó parte del elenco de "Lola, erase una vez" dando vida a "Rafaela", una joven torpe y maltratada por su madre.
Entre 2008 y 2009 interpretó el papel de Liliana en En nombre del amor, producida por Carlos Moreno Laguillo.
En 2010 interpretó a Carolina en Niña de mi corazón, remake de la telenovela Mi pequeña traviesa del productor, Pedro Damián. También participó en ese mismo año en la telenovela "Llena de amor". En octubre de 2010 se integró al elenco de Cuando me enamoro, una producción de Carlos Moreno Laguillo.
Entre 2012 y 2013 se integró al elenco de La mujer del Vendaval, interpretando a Nuria, una mujer que debe enfrentar el cáncer.

### Modelaje
En enero de 2011 posó desnuda en la portada de H para Hombres México, donde, además de la publicidad subida de tono, pierde aquella imagen de adolescente que cargó por más de diez años. Obteniendo buenas críticas y ventas dicho número de la revista.

## Filmografía

### Telenovelas
- Mi amor sin tiempo (2024) .... Gisela
- Like (2018) .... Isadora Granados
- La mujer del vendaval (2012-2013) ....  Nuria Arévalo de Serratos
- Cuando me enamoro (2010-2011) .... Julieta Montiel
- Llena de amor (2010) .... Fedra Curiel de Ruiz y de Teresa / Juana Felipa Pérez (joven)
- Niña de mi corazón (2010) .... Carolina Clavados
- En nombre del amor (2008-2009) .... Liliana Vega
- Lola érase una vez (2007-2008) .... Rafaela Santo Domingo Torres-Oviedo
- Rebelde (2004-2006) .... José Luján Landeros
- Enamórate (2003) .... Darketa
- Agua y aceite (2002) .... Mariana
- La culpa (1996) .... Ceci
- Cañaveral de pasiones (1996) .... Julia Santos Faberman (niña)
- Azul (1996) .... La Chamos
- Imperio de cristal (1994-1995) .... Katia González Vidal

### Series
- Inseparables: amor al límite (2022)[6] - Participante
- Exatlón México (2017) - Participante
- Me caigo de risa (2014, 2017-2019)
- La rosa de Guadalupe (2009)
- Al derecho y al derbez (1993)

### Cine
- Lo que podríamos ser (2013) .... Jimena
- La orilla de la tierra (1994)
- Mujeres infieles (1993)

## Premios y nominaciones

### Premios TVyNovelas
| Año  | Categoría                | Telenovela         | Resultado |
| ---- | ------------------------ | ------------------ | --------- |
| 1995 | Mejor actuación infantil | Imperio de cristal | Nominada  |